# Martin Irl

Martin Irl

Martin Irl (* 8. November 1859 in Altenerding; † 30. September 1953 in Erding) war ein deutscher Politiker (ZENTRUM, BVP) und Maler.

## Leben und Beruf
Nach dem Besuch der Volksschule absolvierte Irl, der römisch-katholischen Glaubens war, eine Maler- und Vergolderlehre, die er 1875 mit der Gesellenprüfung abschloss. Von 1878 bis 1881 besuchte er in den Wintersemestern die Kunstgewerbeschule in Rottenburg am Neckar, während er im Sommer in seinem Beruf arbeitete. 1885 legte er auch die Meisterprüfung ab. Von ihm stammt die ursprüngliche Ausmalung des Presbyteriums der St. Korbinian-Kirche in Schwaig. 1898 war er an der Gründung der Erdinger Volksbank beteiligt. Im gleichen Jahr wurde er zum Vorsitzenden des Erdinger Gewerbevereins gewählt. Außerdem gehörte er den Vorständen der Handwerkskammer für Oberbayern und der bayerischen Handwerkergenossenkasse an.

## Partei
Irl gehörte zunächst dem Zentrum an. Als sich am 9. Januar 1920 der bayerische Landesverband als Bayerische Volkspartei abspaltete, ging Irl diesen Weg mit.

## Abgeordneter
Von 1907 bis 1918 vertrat Irl den Reichstagswahlkreis Oberbayern 5 (Wasserburg am Inn) im Reichstag des Kaiserreiches. 1919/20 gehörte er der Weimarer Nationalversammlung an. Im Gegensatz zur Mehrheit der Zentrums-Abgeordneten stimmte er am 22. Juni 1919 in der Nationalversammlung nicht für die Unterzeichnung des Versailler Vertrages, sondern enthielt sich der Stimme. Von 1901 bis 1907 und erneut von 1920 bis 1932 war er Landtagsabgeordneter in Bayern.

## Ehrungen

Irls Grab auf dem Städtischen Friedhof Erding-Sankt Paul

- 1952: Verdienstkreuz (Steckkreuz) der Bundesrepublik Deutschland
- Irl war Ehrenbürger von Erding. Nach ihm ist dort die Geheimrat-Irl-Straße benannt.